# Coupe des nations de rink hockey 1932
Navigation
Coupe des nations 1931 Coupe des nations 1933
La Coupe des nations de rink hockey 1932 est la 11e édition de la compétition. La coupe se déroule durant le mois de mars 1932 à Montreux.

## Déroulement
La compétition se compose d'un championnat à 5 équipes. Chaque équipe jouant à deux reprises contre les six autres.

## Délégations
Montreux HC : Crosa, Bloch, Bornand, Blanc, Gervaz, Kirschmann, Walker.

## Résultats
|    | Équipes        | Pts | J | G | N | P | BP | BC | Diff |
| -- | -------------- | --- | - | - | - | - | -- | -- | ---- |
| 1º | Herne Bay      | 14  | 8 | 6 | 2 | 0 | 47 | 18 | 29   |
| 2º | Estugarda RC   | 11  | 8 | 4 | 3 | 1 | 27 | 26 | 1    |
| 3º | HC Montreux    | 9   | 8 | 3 | 3 | 2 | 26 | 21 | 5    |
| 4º | Milan SHC      | 5   | 8 | 2 | 1 | 5 | 19 | 31 | -12  |
| 5º | Stade Bordeaux | 1   | 8 | 0 | 1 | 7 | 18 | 41 | -23  |

|                | HER | EST | MON | MIL | BOR |
| -------------- | --- | --- | --- | --- | --- |
| Herne Bay      |     | 9-1 | 5-1 | 5-3 | 9-0 |
| Estugarda RC   | 2-2 |     | 4-2 | 3-3 | 5-3 |
| HC Montreux    | 4-4 | 4-4 |     | 4-0 | 3-3 |
| Milan SHC      | 4-7 | 0-4 | 0-3 |     | 4-3 |
| Stade Bordeaux | 3-6 | 3-5 | 1-5 | 2-5 |     |

## Classement final
| Classement | Équipe         |
| ---------- | -------------- |
|            | Herne Bay      |
|            | Estugarda RC   |
|            | HC Montreux    |
| 4          | Milan SHC      |
| 5          | Stade Bordeaux |

| Vainqueur du tournoi de Montreux 1932 |
| ------------------------------------- |
| Herne Bay 1°                          |